# Gea de Albarracín (kommun)
Gea de Albarracín är en kommun i Spanien.   Den ligger i provinsen Provincia de Teruel och regionen Aragonien, i den centrala delen av landet, 200 km öster om huvudstaden Madrid. Antalet invånare är 405.